# Jäkärlä
Jäkärlä är en tätort och stadsdel i Åbo nära gränsen till Lundo i Egentliga Finland. Den hade 3 673 invånare år 2015 av vilka största delen bodde i Åbo och ett par hundra bodde i Lundo. 
Jäkärlä ligger vid Patis å och nedanför ligger S:t Marie vattenmagasin. Jäkärläs centrum är byggt uppe på en backe och består huvudsakligen av höghus men det finns också radhus samt villor. 
Jäkärlä är namngivet efter en bonde som ägde en lantgård i området som har varit bebott redan under stenåldern. Egentligen var Jäkärlä bland de första platser i Åbo som befolkades när området för den blivande staden fortfarande låg under havsnivån.
Service i Jäkärlä inkluderar en skola, butiker, ett ungdomshus, ett bibliotek, en vårdcentral, ett församlingshus, en idrottsplats och en badstrand. 
Jäkärlä var en del av S:t Marie kommun tills inkorporering 1967 då kommunen blev en del av Åbo.

## Befolkningsutveckling
| Befolkningsutvecklingen i Jäkärlä 2011–2015 | Befolkningsutvecklingen i Jäkärlä 2011–2015 | Befolkningsutvecklingen i Jäkärlä 2011–2015 | Befolkningsutvecklingen i Jäkärlä 2011–2015 | Befolkningsutvecklingen i Jäkärlä 2011–2015 |
| ------------------------------------------- | ------------------------------------------- | ------------------------------------------- | ------------------------------------------- | ------------------------------------------- |
|                                             |                                             |                                             |                                             |                                             |
| År                                          |                                             |                                             | Folkmängd                                   |                                             |
| 2011                                        | 2011                                        |                                             | 3 665                                       |                                             |
| 2013                                        | 2013                                        |                                             | 3 640                                       |                                             |
| 2015                                        | 2015                                        |                                             | 3 673                                       |                                             |